# Anelaphus subinermis
Anelaphus subinermis es una especie de escarabajo longicornio del género Anelaphus, categorizada en la tribu Elaphidiini, de la subfamilia Cerambycinae. Fue descrita por Linsley en 1957.

## Descripción
Mide 14-19 mm de longitud.

## Distribución
Se distribuye por Estados Unidos y México.